# 光徳温泉
光徳温泉（こうとくおんせん）は、栃木県日光市中宮祠にある温泉。奥日光、中禅寺湖の北約5km、戦場ヶ原北部にある温泉地。

## 泉質
- 含硫黄 - カルシウム・ナトリウム - 硫酸塩 - 炭酸水素塩泉（硫化水素型）（中性低張性高温泉）
  - pH 6.4
  - 源泉温度 77.7℃
  - 効能 動脈硬化、糖尿病、婦人病、皮膚病、神経痛、リウマチ、心臓病、痔疾、腰痛、火傷、創傷
  - 色 
湧出地:無色透明　浴室：空気に触れることによりアクアブルーまたはエメラルドグリーンなど

## 温泉街
東武鉄道グループの東武興業が運営する日光アストリアホテルがある。温泉はホテル内の浴室を利用する。源泉地は直線距離で3kmほど離れた奥日光の日光湯元温泉である。
現在日光アストリアホテルがある場所には、以前、東武鉄道経営の国民宿舎白樺荘があった。

## アクセス
- 鉄道 : JR東日本日光線日光駅、東武鉄道東武日光駅より東武バス日光湯元温泉行きで70分、光徳入口下車、徒歩20分、または光徳温泉下車
- 車 ： 日光宇都宮道路清滝インターチェンジから25km50分